# Mandava
De Mandava (Duits: Mandau, Oppersorbisch: Mandawa) is een 40,9 kilometer lange rivier in Tsjechië en de Duitse deelstaat Saksen.

## Verloop
De Mandava ontspringt ten noorden van de 580,6 meter hoge berg Vlčí hora uit meerdere bronnen, die zich verenigen bij Panský op 515 meter boven zeeniveau. Vanuit Zahrady stroomt bij Nové Křečany nog een andere voedende beek in de Mandava. Vanaf daar stroomt de Mandava in zuidoostelijke richting door het Tsjechische Rumburk, het Duitse Seifhennersdorf en vervolgens door het weer Tsjechische Varnsdorf. Daarna kruist de rivier wederom de Duitse grens en voert naar het oosten door Opper-Lausitz. Hier stroomt het water onder andere door  Großschönau en voegt de zijrivier de Lausur zich bij. Vervolgens passeert de Mandava Hainewalde en het Roschertal tot aan Mittelherwigsdorf. In Zittau mondt de Mandava ten slotte uit in de Pools-Duitse grensrivier de Neisse op 227,7 meter boven zeeniveau.

## Etymologie
Als schrijfwijze uit de 14e eeuw is Mandw bekend. Toentertijd bestond er een stadsdeel in Zittau genaamd Mandow en de ´Porta Mandauie´, oftewel de Mandava-/ Mandaupoort. De naam is afgeleid van het Slavische woord Mantava, wat ´troebel water´ betekent.

## Waterafvoer
De Mandava is een waterloop die zich kenmerkt door een zeer onregelmatige waterafvoer. Er bestaan vele geschiedkundige beschrijvingen van overstromingen in de plaatsen Großschönau, Hainewalde en Zittau, met schade aan huizen, bruggen en het verlies van mensenlevens. Derhalve werd vanaf halverwege de 19e eeuw door deskundigen nagedacht over maatregelen om het overstromingsgevaar te beteugelen. In april 1895 begon men in Zittau met de aanleg van dammen en een 40 meter brede en 5,15 meter diepe hoogwaterbedding. Dit verkortte de rivierloop tussen de brug bij Olbersdorf en de monding in de Neisse. Voordien was het verloop van dit deel van de Mandava zeer meanderend. De toenmalige bouwkosten bedroegen 1 miljoen Mark.
Vanaf het begin van de 20e eeuw volgden verdere reguleringen door aanpassingsprojecten op de overige rivierdelen van de Mandava, vooral in de bebouwde kommen en rond spoorlijnen.

## Beschermde gebieden
Gedeelten van de Mandava zijn in Duitsland beschermd via zowel het beschermd landschap Mandautal als via het FFH-gebied (Flora-Fauna-Habitat) Mandautal.